# Euestola fasciata
Euestola fasciata là một loài bọ cánh cứng trong họ Cerambycidae.